# The Streamers
The Streamers is een Nederlandse gelegenheidsformatie die is opgericht tijdens de coronapandemie om online gratis livestream-concerten te geven tijdens de lockdowns. De band, die bestaat uit een kleine twintig Nederlandstalige artiesten, debuteerde op 20 maart 2021 in Koninklijk Theater Carré. Met het einde van de lockdown in zicht gaven ze op 29 mei 2021 een afscheidsconcert in De Kuip, maar vanwege nieuwe aanscherpingen van de maatregelen trad de band op tweede kerstdag 2021 opnieuw op.

## Oprichting en concerten

### Livestreamconcerten
The Streamers werd in 2021 tijdens de coronapandemie opgericht door Guus Meeuwis en Kraantje Pappie. De formatie ontleent haar naam aan het feit dat zij alleen via een livestream optrad, omdat het tijdens de pandemie soms maandenlang niet was toegestaan om met publiek op te treden. Voor de online optredens kon het publiek gratis kaarten bestellen, waarbij om een vrijwillige bijdrage werd gevraagd.
De band debuteerde op 20 maart 2021 in Koninklijk Theater Carré. Op het hoogtepunt keken er meer dan 1,8 miljoen mensen naar de livestream.
Het tweede livestream-concert werd als afsluiting van Koningsdag 2021 gegeven vanuit de Koninklijke Stallen bij Paleis Noordeinde. Op het hoogtepunt keken meer dan 2,5 miljoen mensen naar de uitzending.
Op 29 mei was het voorlopig laatste concert van de gelegenheidsformatie in De Kuip; naar deze uitzending keken er op het hoogtepunt ruim 1,9 miljoen mensen.
Op 10 december verscheen een promotiefilmpje als aankondiging van een rentree van de gelegenheidsformatie. Later werd duidelijk dat het om een kerstconcert zou gaan dat op 26 december 2021 zou worden uitgezonden vanuit de Winter Efteling (Nederland lag dat jaar vanwege de coronapandemie opnieuw stil rond Kerstmis). Ter promotie van dit vierde concert was een deel van de band, op 20 december te gast in het praatprogramma Beau. Begeleid door Nick Schilder op gitaar vertolkten Suzan & Freek, Roel van Velzen, Guus Meeuwis en Emma Heesters het nummer God Only Knows van The Beach Boys. Op tweede kerstdag stonden The Streamers wederom in een licht gewijzigde samenstelling op het podium. De formatie speelde naast kerstrepertoire ook hits van de bandleden en er werd muzikaal stilgestaan bij gebeurtenissen uit het afgelopen jaar. Op het hoogtepunt keken er ruim 2,4 miljoen mensen. In verband met Kerstmis ging een deel van de vrijwillige kijkersbijdragen naar Unicef. In totaal werd ruim een half miljoen euro gedoneerd. Op 26 december 2023 gaven ze ondanks het feit dat de coronapandemie voorbij was toch een gratis livestreamconcert vanuit de Winter Efteling om geld op te halen voor War Child en zo kinderen in oorlogstijd te helpen. Ook wilden ze met dit concert de mensen thuis in oorlogstijd een goede kerst bezorgen.

### Concerten met publiek
Op 8 maart 2022 kondigde de gelegenheidsformatie tijdens een persconferentie het vijfde Streamers-concert aan. Dit werd het eerste concert waar publiek bij aanwezig mocht zijn. Het eerste concert werd in een kleine twintig minuten uitverkocht, hierop werden twee extra concertdagen toegevoegd. In totaal werden de 90.000 kaarten voor de drie concerten in anderhalf uur tijd volledig uitverkocht. De concerten werden op 16, 17 en 18 september gegeven in het Olympisch Stadion van Amsterdam. Door de grote vraag naar kaarten waren de concerten ook via een livestream te volgen.
Op 15 september 2022 werd de volgende editie van The Streamers bekendgemaakt: op zaterdag 21 oktober 2023 in het GelreDome. Dezelfde dag werd ook het extra concert, op vrijdag 20 oktober 2023, bekendgemaakt. Twee dagen later werd daar een derde concert aan toegevoegd. De tweede reeks liveconcerten is niet zoals het voorgaande jaar gelivestreamd, omdat de artiesten zich willen focussen op het publiek.
Op 18 en 19 oktober 2024 treden The Streamers wederom op met een show in het GelreDome.
| Jaar | Datum        | Zaal              | Stad      | Gasten                        |
| ---- | ------------ | ----------------- | --------- | ----------------------------- |
| 2022 | 16 september | Olympisch Stadion | Amsterdam | Flemming & Jacqueline Govaert |
| 2022 | 17 september | Olympisch Stadion | Amsterdam | Flemming & Jacqueline Govaert |
| 2022 | 18 september | Olympisch Stadion | Amsterdam | Flemming & Jacqueline Govaert |
| 2023 | 20 oktober   | GelreDome         | Arnhem    | Claude, Zoë Tauran & Flemming |
| 2023 | 21 oktober   | GelreDome         | Arnhem    | Claude, Zoë Tauran & Flemming |
| 2023 | 22 oktober   | GelreDome         | Arnhem    | Claude, Zoë Tauran & Flemming |
| 2024 | 18 oktober   | GelreDome         | Arnhem    | Roxy Dekker & Hannah Mae      |
| 2024 | 19 oktober   | GelreDome         | Arnhem    | Roxy Dekker & Hannah Mae      |

## Bandleden
De kern van de band werkte al eerder samen bij De Vrienden van Amstel LIVE!. De formatie bestaat uit de volgende leden:
Legenda

### Livestreams (2021–2023)
| Artiest          | Editie  | Editie  | Editie  | Editie  | Editie  |
| Artiest          | 2021    | 2021    | 2021    | 2021    | 2023    |
| Artiest          | 1 20-03 | 2 27-04 | 3 29-05 | 4 26-12 | 5 26-12 |
| ---------------- | ------- | ------- | ------- | ------- | ------- |
| Frank Lammers    |         |         |         |         |         |
| Paul de Leeuw    |         |         |         |         |         |
| Thomas Acda      |         |         |         |         |         |
| Davina Michelle  |         |         |         |         |         |
| Diggy Dex        |         |         |         |         |         |
| Guus Meeuwis     |         |         |         |         |         |
| Kraantje Pappie  |         |         |         |         |         |
| Maan             |         |         |         |         |         |
| Nick Schilder    |         |         |         |         |         |
| Paul de Munnik   |         |         |         |         |         |
| Roel van Velzen  |         |         |         |         |         |
| Rolf Sanchez     |         |         |         |         |         |
| Suzan & Freek    |         |         |         |         |         |
| Simon Keizer     |         |         |         |         |         |
| Snelle           |         |         |         |         |         |
| Typhoon          |         |         |         |         |         |
| Danny Vera       |         |         |         |         |         |
| Bilal Wahib      |         |         |         |         |         |
| Sanne Hans       |         |         |         |         |         |
| Armin van Buuren |         |         |         |         |         |
| Duncan Laurence  |         |         |         |         |         |
| Ronnie Flex      |         |         |         |         |         |
| André Hazes jr.  |         |         |         |         |         |
| Emma Heesters    |         |         |         |         |         |
| Flemming         |         |         |         |         |         |
| MEAU             |         |         |         |         |         |
| Bizzey           |         |         |         |         |         |
| Claude           |         |         |         |         |         |
| Zoë Tauran       |         |         |         |         |         |
| Pommelien Thijs  |         |         |         |         |         |
| Youp van 't Hek  |         |         |         |         |         |
| Nielson          |         |         |         |         |         |
| Jochem Myjer     |         |         |         |         |         |

### Liveconcerten (2022–heden)
| Artiest            | Editie         | Editie         | Editie         |
| Artiest            | 1 2022         | 2 2023         | 3 2024         |
| ------------------ | -------------- | -------------- | -------------- |
| Frank Lammers      | "Manager"      | "Manager"      | "Manager"      |
| Paul de Leeuw      | "Hoofd horeca" | "Hoofd horeca" | "Hoofd horeca" |
| Diggy Dex          |                |                |                |
| Guus Meeuwis       |                |                |                |
| Kraantje Pappie    |                |                |                |
| Maan               |                |                |                |
| Nick Schilder      |                |                |                |
| Paul de Munnik     |                |                |                |
| Roel van Velzen    |                |                |                |
| Rolf Sanchez       |                |                |                |
| Suzan & Freek      |                |                |                |
| Simon Keizer       |                |                |                |
| Snelle             |                |                |                |
| Thomas Acda        |                |                |                |
| Typhoon            |                |                |                |
| Sanne Hans         |                |                |                |
| Danny Vera         |                |                |                |
| Ronnie Flex        |                |                |                |
| Emma Heesters      |                |                |                |
| Flemming           |                |                |                |
| Jacqueline Govaert |                |                |                |
| Zoë Tauran         |                |                |                |
| Claude             |                |                |                |
| Roxy Dekker        |                |                |                |
| Hannah Mae         |                |                |                |

## Prijzen
- 2022: Top 40 Awards in de categorie Beste live act 2021[22]
- 2022: The Best Social Award in de categorie Beste Livestream[23]